# 長崎競輪場
長崎競輪場（ながさきけいりんじょう）は、かつて長崎県長崎市にあった市営の競輪場。

## 設置の経緯
1948年（昭和23年）に福岡県小倉市が第1回競輪を開始し好成績を上げたため、多くの地方自治体で競輪場設置運動が起こった。それに対し、政府は戦災都市に限り、全国20カ所の枠内で認可する旨を通達した。長崎市では長崎県自転車振興会に協力を求め、原爆の被害による市財政の窮乏を訴えた。その結果、全国で15番目、九州では小倉市、久留米市に次いで3番目の競輪場として登録を受けた。

## 沿革
- 1949年（昭和24年）
  - 6月8日 - 長崎市議会臨時会で競輪場設置を可決。
  - 8月2日 - 通産省の設置認可が下りる。
  - 11月2日 - 浦上駒場町（現 松山町）の総合運動場建設予定地に長崎競輪場が完成し、完工式を挙行。（総工費1,200万円、1周333m）
  - 11月5日 - 第1回長崎競輪が開催。最初6日間の入場者3万3,451名、売上金3,320万円）
- 1950年（昭和25年）
  - 1月21日 - 長崎競輪初の騒乱事件が起こる。
    - 配当金を誤って放送したことがきっかけで、約600人のファンが騒ぎ、警官が出動し、警戒にあたる。

  - 2月7日 - 長崎市、競輪事業の円滑な運営を図るために競輪事業部を新設する。
  - 3月13日 - 八百長騒動が起き、長崎競輪開始以来最大の騒乱事件となる。
    - 約1万人の入場者が場内の競輪事業本部になだれ込み、投石・建物破壊などの暴挙に出た。警官約150名が出動し、鎮圧にあたる。

  - 9月15日 - 通産省、全国競輪場における暴動の頻発を受け、全国競輪場の2か月間休場を決定。
- 1959年（昭和34年）12月23日 - 市議会、議員提出の競輪事業廃止に関する決議案を可決。
  - 戦後15年で復興が進んできたことから、競輪場を継続する必要性がうすくなっていたことから。
- 1960年（昭和35年）
  - 3月21日 - 市議会、長崎競輪事業廃止に関する調査特別委員会の設置を可決。
  - 7月1日 - 1日12レースを1日10レースに減らす。（全国的に自粛）
- 1961年（昭和36年）9月25日 - 市議会、調査特別委員会の「1963年（昭和38年）3月31日廃止が適切」という報告を了承。
  - しかし、市側は存続を決定。
- 1965年（昭和40年）
  - 長崎市、自転車競技法の改正に伴い、予算計上の上、競輪場の改修整備を計画していたが、県から難色を示され、改修整備工事の施行を断念。
    - 理由 - 競輪場が松山町の都市公園内（総合運動場建設予定地）に設けられており、都市公園内での競輪場の恒久的存続は都市公園法に抵触すると考えられたため。
- 1966年（昭和41年）
  - 2月24日 - 佐藤県知事、都市公園法に基づいて、松山町都市公園内での競輪場の存続を認めないと表明。選択肢は廃止か移転となった。
  - 2月28日
    - 田川市長、競輪事業は重要な財源であるため、県へ考え直すように働きかける努力をするが、都市公園法に抵触するのであればやむを得ない、また移転までして競輪を存続させるつもりはないと表明。

  - 12月13日 - この日のレースを最後に休止となる。
    - 通産省の改装猶予期限12月末までに改装できず、開催不能となったため。
    - 長崎市は12月10日から3日間（雨天で1日順延）を最終記念レースと銘打って開催。初日に当時の助役がファンに感謝の挨拶をし、選手に記念品を贈呈した。
- 1967年（昭和42年）
  - 11月24日 - 諸谷市長、競輪事業廃止の意向を表明。
  - 12月13日 - 市議会、競輪事業廃止の条例案を可決。（賛成34票、反対11票）

## 競輪収益の用途
原爆の投下により、甚大な被害を受けた長崎市にとって、競輪の収益は戦後復興のため、学校建設資金や道路・橋梁等の公共事業費、福祉・清掃費用等に使用された。

## 跡地
現在は長崎市営ラグビー・サッカー場がある。